# Bjoreio
Der Bjoreio (auch Bjoreia) ist ein Fluss in der norwegischen Kommune Eidfjord im Fylke Vestland. Er fließt aus dem See Tinnhølen ab und mündet in das Eidfjordvatnet.

## Geografie
Der Bjoreio fließt aus dem See Tinnhølen, der sich an der Grenze zum Fylke Buskerud im Gebirgszug Hardangervidda befindet, ab. Der See liegt auf einer Höhe von 1213 moh. Der Fluss fließt von dort Richtung Nordwesten durch die Täler Bjoreidalen, Sysendale und Måbødalen. Im Måbødalen befindet sich im Flusslauf der Vøringsfossen, ein Wasserfall mit einer Höhe von 182 Metern. Er wird durch das Sy-Sima-Wasserkraftwerk reguliert.
Kurz vor dem Eidfjord, dem innersten Abschnitt des Hardangerfjords, mündet der Fluss in den See Eidfjordvatnet. Der See liegt auf einer Höhe von 17 moh. Aus dem Eidfjordvatnet fließt wiederum der kurze Fluss Eio ab. Dieser mündet in der Ortschaft Eidfjord in den gleichnamigen Fjord.
Der Fluss geht in das Flusssystem Eidfjordvassdraget ein.

## Wasserkraft
Ein Teil der Wassermenge des Bjoreios wird für das Wasserkraftwerk Sy-Sima genutzt. Dieses wurde im Jahr 1981 in Betrieb genommen und hatte zwischen 1991 und 2020 eine durchschnittliche Jahresproduktion von 1637 GWh. Für das Kraftwerk wird Wasser aus dem Bjoreio in den See Sysenvatn, der als Hauptmagazin für das Kraftwerk dient, umgeleitet. Aus dem Sysenvatn wird das Magazin Rembesdalsvatnet gespeist. Von dort aus wird eine Fallhöhe von zirka 905 Metern im Flusslauf der Sima hinunter zum Eidfjord zur Stromproduktion genutzt.
Durch die Umleitung in das Sysenvatn wird dem Fluss Wasser entzogen. Während der Sommertourismussaison zwischen dem 1. Juni und dem 15. September müssen jedoch mindestens 12 m³ Wasser pro Sekunde dem Vøringsfossen zugeführt werden.

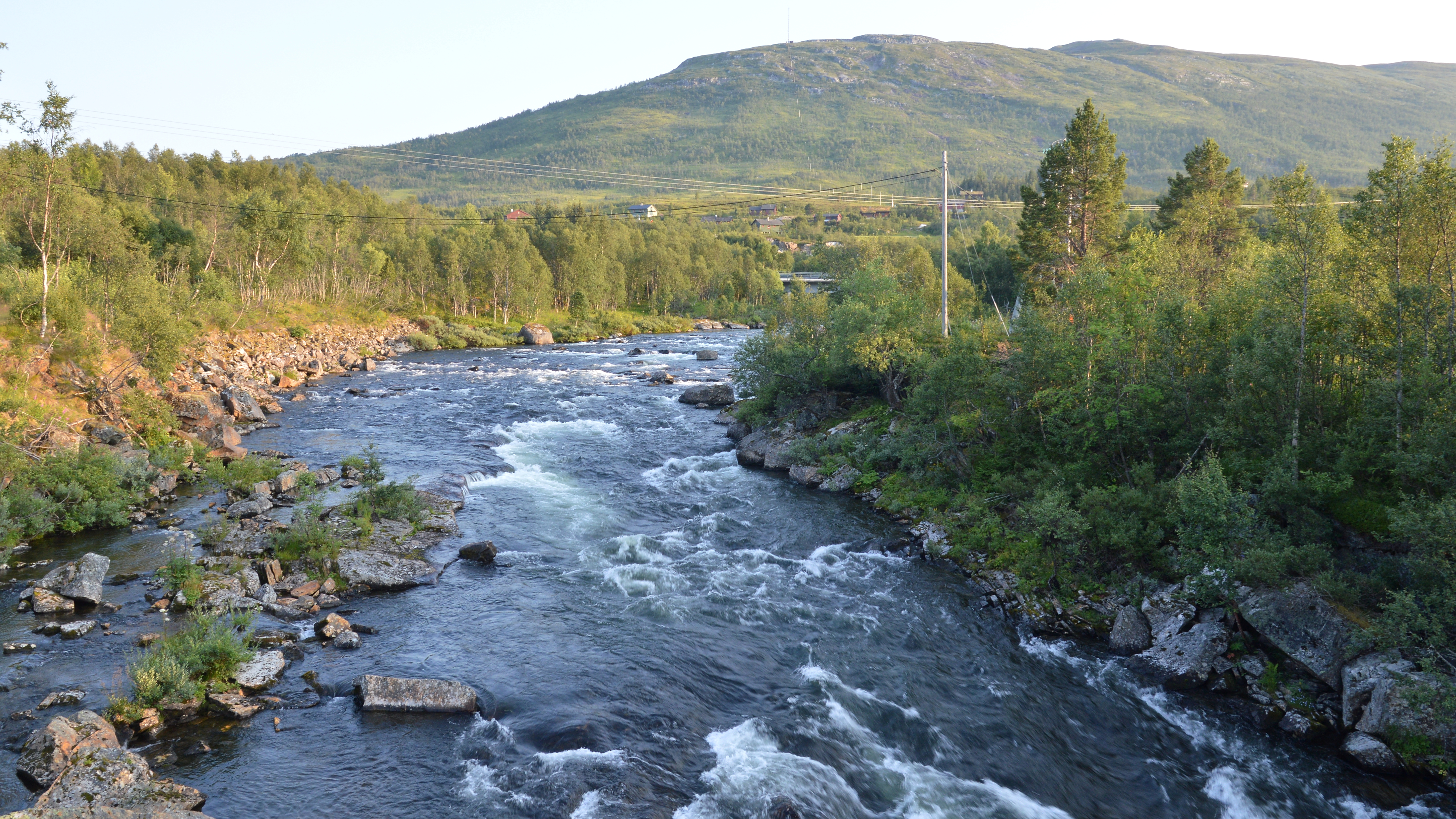
Der Bjoreio kurz vor dem Vøringsfossen
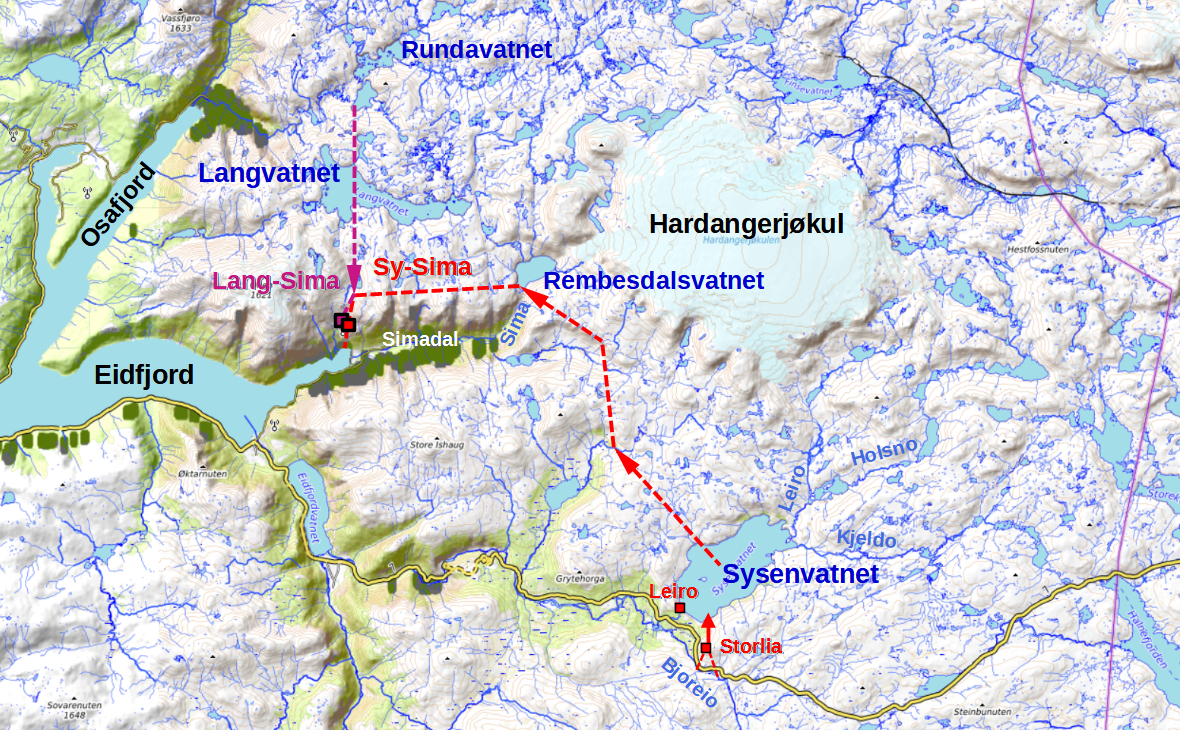
Karte mit den Stauseen und Tunneln für das Sima-Kraftwerk

## Verkehr
Im Sysendale und Måbødalen verläuft der Riksvei 7 weitgehend parallel zum Bjoreio.

## Name
Der Flussname leitet sich vom altnordischen Namen *Bjoreid(et) ab. Dieser beinhält das altnordische Wort bjórr (deutsch „Biber“) sowie das Wort eid (deutsch „Landenge“).